# Trophée des champions 2014
Il Trophée des champions 2014 è stata la 38ª edizione della Supercoppa di Francia, la 19ª organizzata dalla LFP.
Si è svolta il 2 agosto 2014 al Workers Stadium di Pechino tra il Paris Saint-Germain, vincitore della Ligue 1 2013-2014, e il Guingamp, vincitore della Coupe de France 2013-2014.
Il Paris Saint-Germain ha conquistato il trofeo per la quarta volta.

## Partecipanti
| Squadre             | Qualificazione                             | Partecipazioni precedenti (il grassetto indica la vittoria) |
| ------------------- | ------------------------------------------ | ----------------------------------------------------------- |
| Paris Saint-Germain | Vincitore della Ligue 1 2013-2014          | 7 (1986, 1995, 1998, 2004, 2006, 2010, 2013)                |
| Guingamp            | Vincitore della Coppa di Francia 2013-2014 | 1 (2009)                                                    |

## Tabellino
| Arbitro: | Turpin |

|                            |           |  |
| Ibrahimović 8’, 20’ (rig.) | Marcatori |  |

| Paris SG | Guingamp |

### Formazioni
| Paris Saint-Germain (4-3-3) |    |                          |  |     |
|                             |    |                          |  |     |
| P                           | 30 | Salvatore Sirigu         |  |     |
| D                           | 5  | Marquinhos               |  |     |
| D                           | 6  | Zoumana Camara           |  |     |
| D                           | 21 | Lucas Digne              |  |     |
| D                           | 23 | Gregory van der Wiel     |  |     |
| C                           | 8  | Thiago Motta             |  |     |
| C                           | 24 | Marco Verratti           |  |     |
| C                           | 27 | Javier Pastore           |  | 86’ |
| A                           | 10 | Zlatan Ibrahimović (c)   |  |     |
| A                           | 28 | Jean-Christophe Bahebeck |  | 71’ |
| A                           | 35 | Hervin Ongenda           |  | 61’ |
| A disposizione:             |    |                          |  |     |
| P                           | 1  | Nicolas Douchez          |  |     |
| D                           | 19 | Serge Aurier             |  |     |
| D                           | 38 | Presnel Kimpembe         |  |     |
| C                           | 7  | Lucas                    |  | 86’ |
| C                           | 20 | Clément Chantôme         |  | 71’ |
| C                           | 32 | Franck-Yves Bambock      |  |     |
| A                           | 9  | Edinson Cavani           |  | 61’ |
| Allenatore:                 |    |                          |  |     |
| Laurent Blanc               |    |                          |  |     |

| Guingamp (4-2-3-1) |    |                     |     |         |
|                    |    |                     |     |         |
| P                  | 30 | Mamadou Samassa     |     |         |
| D                  | 2  | Lars Jacobsen       |     |         |
| D                  | 6  | Maxime Baca         |     |         |
| D                  | 15 | Jérémy Sorbon       |     |         |
| D                  | 18 | Lionel Mathis (c)   |     |         |
| C                  | 22 | Julien Cardy        |     | 13’     |
| C                  | 29 | Christophe Kerbrat  | 47’ |         |
| C                  | 8  | Ronnie Schwartz     |     | 69’     |
| C                  | 9  | Mustapha Yatabaré   |     |         |
| C                  | 12 | Claudio Beauvue     |     |         |
| A                  | 26 | Thibault Giresse    |     |         |
| A disposizione:    |    |                     |     |         |
| P                  | 16 | Hugo Guichard       |     |         |
| D                  | 3  | Benjamin Angoua     |     |         |
| D                  | 4  | Baissama Sankho     |     |         |
| C                  | 20 | Laurent Dos Santos  |     |         |
| C                  | 21 | Sylvain Marveaux    |     | 69’     |
| A                  | 13 | Christophe Mandanne |     | 69’     |
| A                  | 17 | Rachid Alioui       |     | 14’ 69’ |
| Allenatore:        |    |                     |     |         |
| Jocelyn Gourvennec |    |                     |     |         |